# Luzik Guzik
Luzik Guzik (ang. Get Real, 1999–2000) – amerykański serial komediowo-dramatyczny nadawany przez stację FOX od 8 września 1999 roku do 12 kwietnia 2000 roku. W Polsce nadawany był przez telewizję Polsat.

## Opis fabuły
Serial opisuje perypetie fikcyjnej amerykańskiej rodziny Greenów – Mitcha (Jon Tenney), Mary (Debrah Farentino) oraz trójki nastoletnich dzieci: Megan (Anne Hathaway), Camerona (Eric Christian Olsen) i Kenny'ego (Jesse Eisenberg), którzy mieszkają w amerykańskim mieście San Francisco.

## Obsada
- Jon Tenney jako Mitch Green
- Debrah Farentino jako Mary Green
- Anne Hathaway jako Megan Green
- Eric Christian Olsen jako Cameron Green
- Jesse Eisenberg jako Kenny Green
- Christina Pickles jako Elizabeth Parker

i inni